# Mohammad Jamshidi
Mohammad Jamshidi Jafarabadi (in persiano محمد جمشیدی جعفرآبادی‎; Shahrekord, 30 luglio 1991) è un cestista iraniano.

## Carriera
Con l'Iran ha disputato i Giochi olimpici di Tokyo 2020, due edizioni dei Campionati mondiali (2014, 2019) e tre dei Campionati asiatici (2013, 2015, 2017).